# Og (fiume)
L'Og è un breve fiume del Wiltshire in Inghilterra.
Nasce vicino a Draycot Foliat e scorre verso sud passando per Ogbourne St George, Ogbourne St Andrew e Ogbourne Maizey, giungendo Marlborough dove affluisce nel Kennet.
Il fiume scorre attraverso un varco nelle Marlborough Downs che crea una via di trasporto naturale, ora seguita dalla A346 e una volta utilizzata dalla Midland and South Western Junction Railway.
Il suo nome deriva da Ogbourne.